# Formosopyrrhona
Formosopyrrhona is een kevergeslacht uit de familie van de boktorren (Cerambycidae). De wetenschappelijke naam van het geslacht werd voor het eerst geldig gepubliceerd in 1957 door Hayashi.

## Soorten
Formosopyrrhona omvat de volgende soorten:
- Formosopyrrhona hozanensis (Matsushita, 1933)
- Formosopyrrhona longula Holzschuh, 1999
- Formosopyrrhona satoi (Hayashi, 1957)
- Formosopyrrhona semilaeticolor Hayashi, 1974
- Formosopyrrhona wakaharai Ohbayashi N. & Niisato, 2009